# Satyrodes
Genre
Satyrodes est un genre de papillons de la famille des Nymphalidae et de la sous-famille des Satyrinae qui résident tous sur la côte est de l'Amérique du Nord.

## Dénomination
Le nom Satyrodes leur a été donné par Samuel Hubbard Scudder en 1875.

## Liste des espèces
- Satyrodes appalachia Chermock, 1947
  - Satyrodes appalachia leeuwi (Gatrelle et Arbogast, 1974)

- Satyrodes eurydice (Linnaeus, 1763)
  - Satyrodes eurydice fumosa (Leussler, 1916)

### Source
- funet